# Hotel

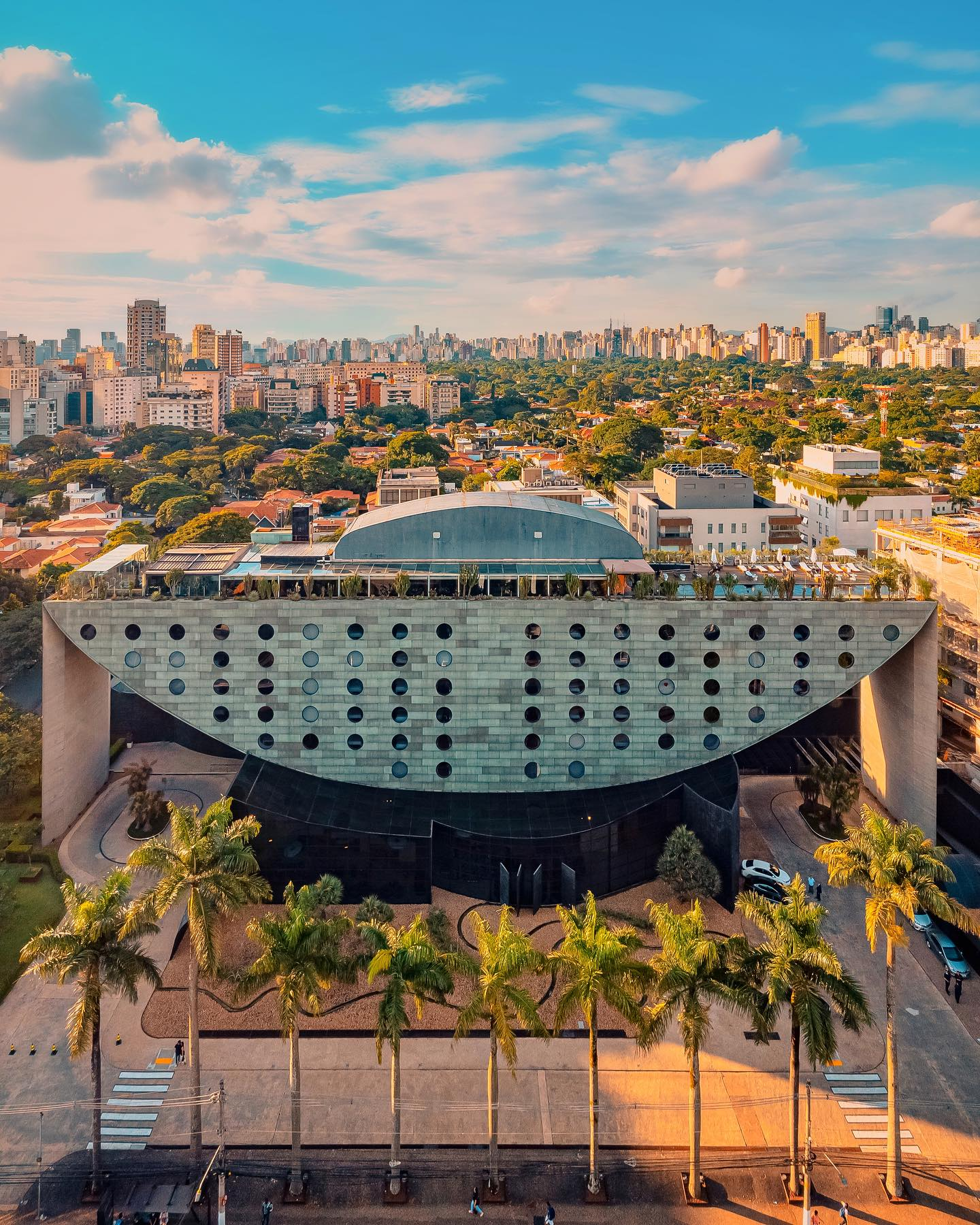
Hotel Unique (5 estrelas) na cidade de São Paulo

Hotel é um estabelecimento comercial especializado em proporcionar acomodações para viajantes. Esse meio de hospedagem, geralmente, é classificado de uma a cinco estrelas, de acordo com o conforto, luxo e serviços oferecidos. A maioria dos hotéis também disponibiliza serviços de alimentação, eventos e outros para propiciar maior satisfação e permanência aos seus hóspedes.
A oferta de alojamento, em tempos passados, consistia apenas em um quarto com uma cama, um armário, uma mesinha e um lavatório. Atualmente, tem sido amplamente substituído por quartos com instalações modernas, incluindo casa de banho privada e ar-condicionado ou climatizador. Recursos adicionais comuns encontrados em quartos de hotel são um telefone, um despertador, televisão, Internet e conectividade, salgadinhos e bebidas fornecidos em um minibar e instalações para fazer bebidas quentes.
Hotéis maiores podem fornecer um número de instalações de hóspedes adicionais, tais como um restaurante, uma piscina e serviços de conferência. Os quartos do hotel são, normalmente, numerados, para permitir que o cliente identifique seu quarto. 
No Japão, hotéis-cápsula fornecem uma quantidade minimizada do espaço da sala e instalações compartilhadas. No Reino Unido, Austrália, Canadá e Irlanda (e raramente em algumas partes dos Estados Unidos), a palavra também pode se referir a um pub ou bar, que não oferece alojamento. Na Índia e Bangladesh, a palavra também pode se referir a um restaurante.

## Etimologia
A palavra hotel é derivada do termo francês hôtel (tendo a mesma origem de hospital), que se referia a edifícios que recebem visitantes frequentes. Na língua francesa atual, a palavra hôtel tem a mesma acepção do termo português hotel.

## História
As mais antigas civilizações já possuíam estabelecimentos destinados a abrigar viajantes. No mundo greco-romano e na antiga Pérsia, hospitais para recuperação e repouso eram construídos nos banhos termais. O Nishiyama Onsen Keiunkan, no Japão, fundado em 705, é oficialmente reconhecido pelo Guinness World Records como o mais antigo hotel do mundo. Durante a idade média, várias ordens religiosas em mosteiros e abadias ofereciam acomodações a viajantes.

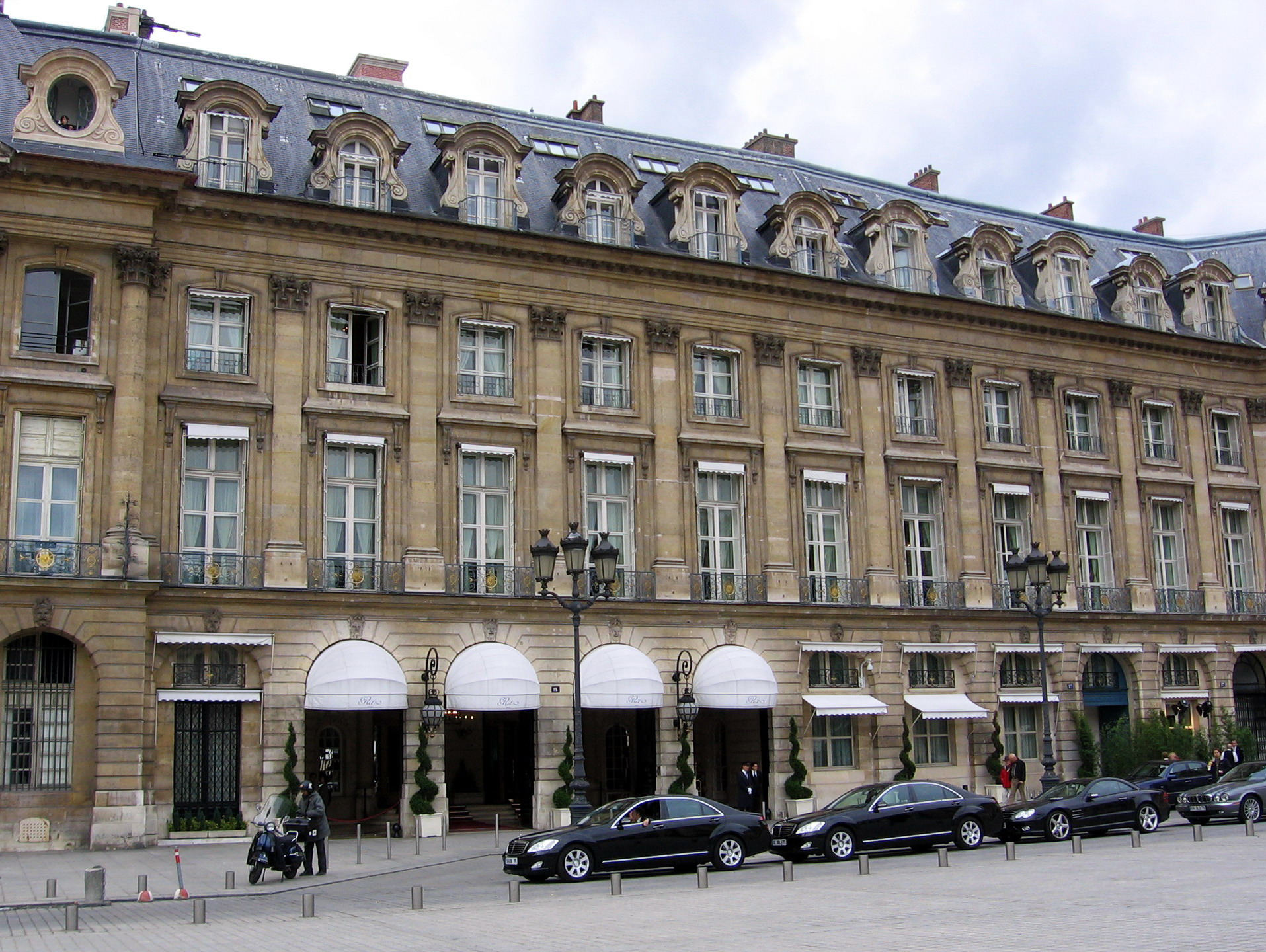
Hotel Ritz de Paris.

O precursor do hotel moderno foi a pousada da Europa medieval, a qual provavelmente teve suas origens na Roma Antiga. As pousadas da Europa medieval satisfaziam as necessidades dos viajantes, incluindo comida, alojamento, estábulo, forragem animal e cavalos descansados.
Um dos primeiros hotéis, no sentido moderno do termo, abriu em Exeter em 1768: foi o Royal Clarence Hotel. Os hotéis proliferaram na Europa e na América ao longo do século XIX. Como exemplos, temos: o Tremont House (1829), em Boston; o Astor House (1836), em Nova Iorque; o Savoy Hotel (1889), em Londres; e a cadeia Ritz (final da década de 1890), em Londres e Paris. 
César Ritz é considerado "o pai" da hotelaria moderna. Desde muito jovem, ocupou todos os postos de trabalho possíveis em um hotel até chegar a gerente de um dos maiores hotéis de seu tempo. Melhorou todos os serviços do hotel: criou a figura do sommelier; introduziu o banheiro nas unidades habitacionais, criando as suítes; em suma, revolucionou a administração. Converteu os hotéis numa espécie de "templos" de lazer, o que lhe gerou o apelido de "mago".

## A Hotelaria em Portugal

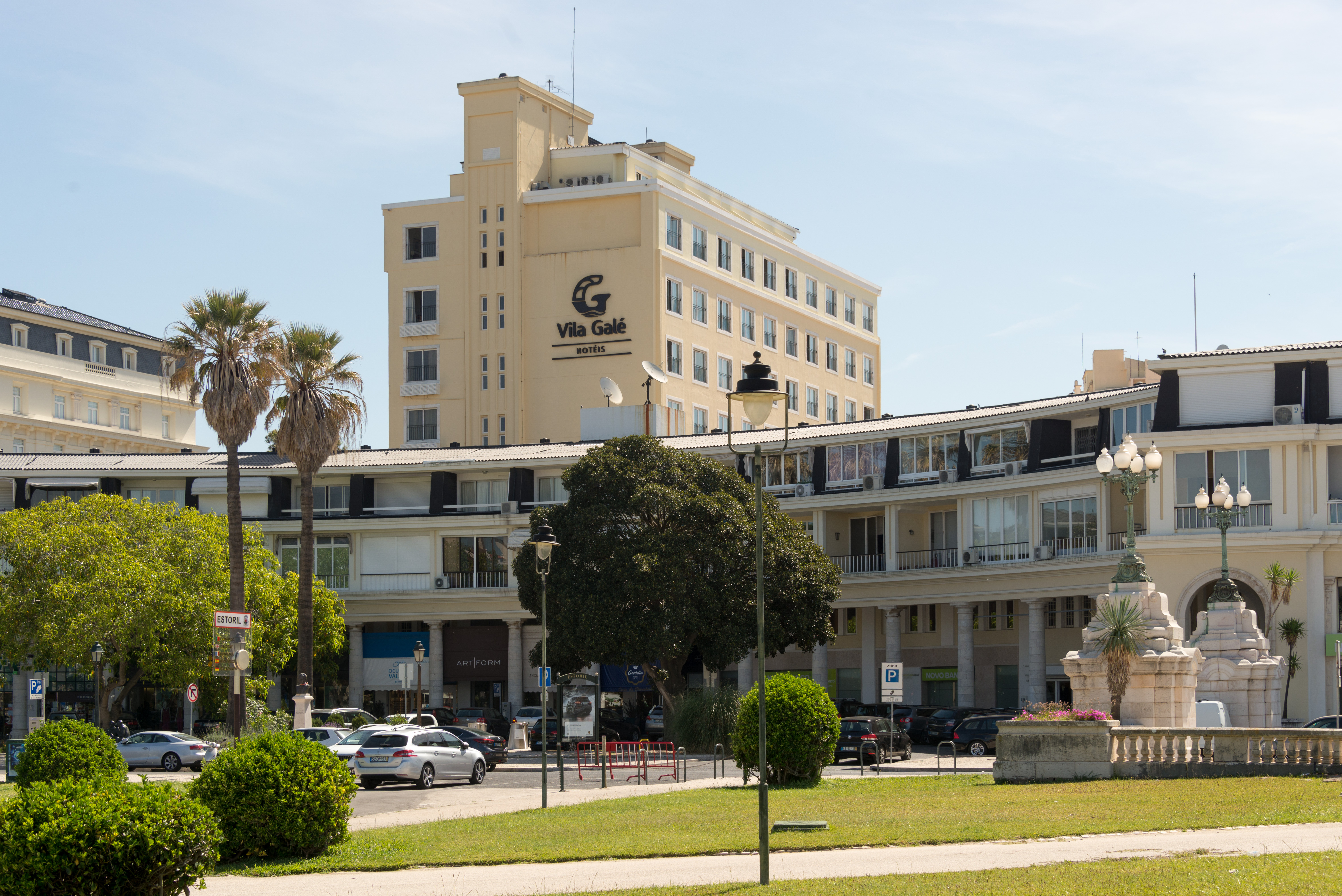
O Hotel Vila Galé do Estoril.

O maior grupo hoteleiro em Portugal é o Grupo Pestana, com 62 unidades. Este grupo controla também as Pousadas de Portugal (popularmente chamadas de Pousadas) desde a sua privatização em 2003, com pousadas em edifícios históricos em território português. O Grupo Pestana também teve uma Pousada no Brasil (a Pousada do Convento do Carmo em Salvador, na Bahia, no Brasil) mas este foi entretanto renomeado como Pestana Convento do Carmo Bahia.
Um outro grupo hoteleiro de renome em Portugal e no Brasil é o grupo Vila Galé. Actualmente, conta com 20 hotéis em Portugal e 7 hotéis no Brasil. Todos os hotéis Vila Galé em Portugal são de 4 estrelas exceto o hotel Vila Galé Paço de Arcos. No Brasil, podemos encontrar hotéis Vila Galé de 5 estrelas, como por exemplo, o Vila Galé Marés, na praia de Guarajuba, perto de Salvador.
Alguns dos hotéis de referência em Portugal são: Palace Vidago Hotel, Palace Hotel do Bussaco, Hotel Ritz (Lisboa) e Hotel Palácio Estoril.

## A hotelaria no Brasil

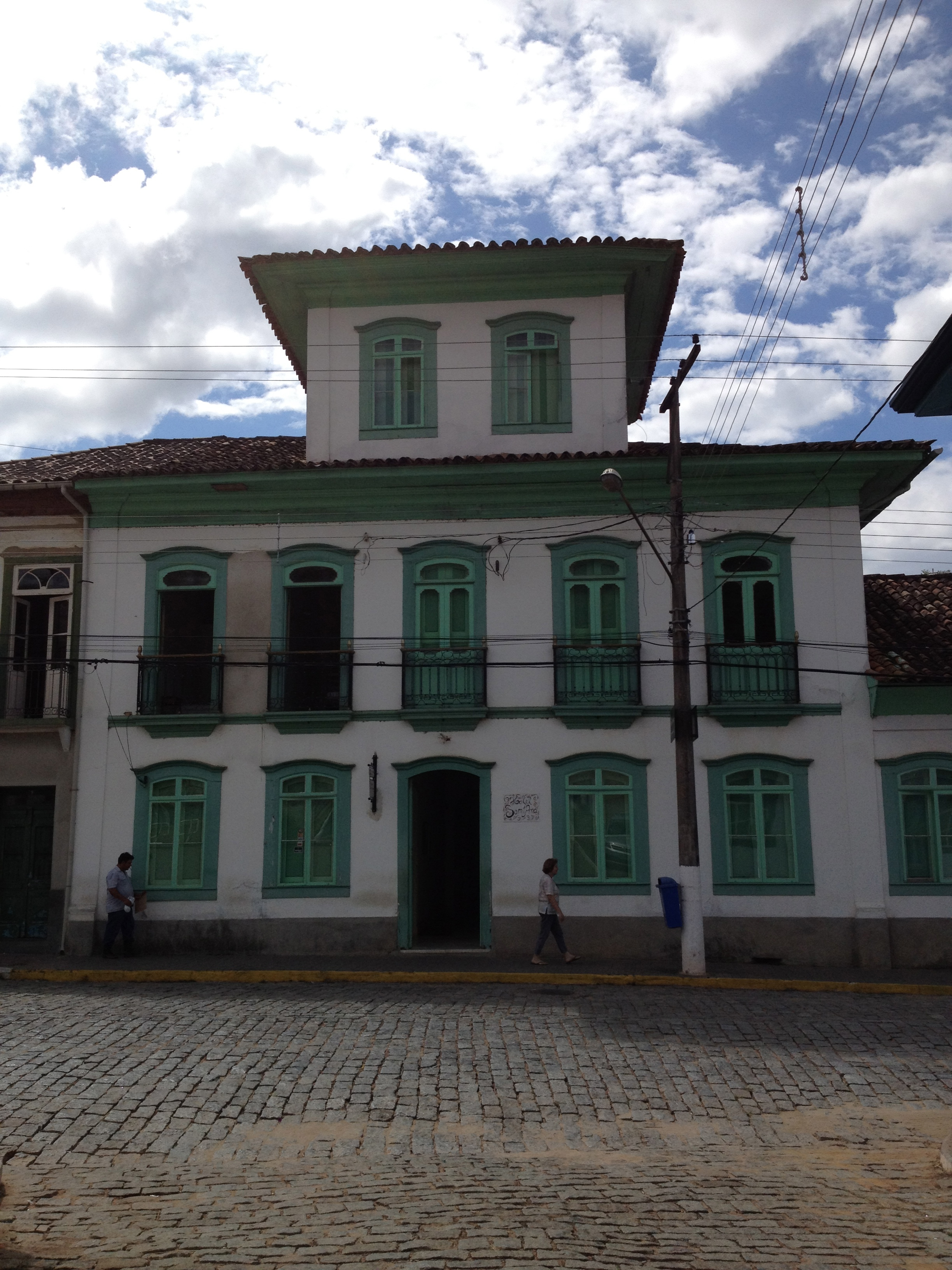
Hotel Solar Imperial, na cidade de Areias, no interior de São Paulo. É o hotel mais antigo em funcionamento do Brasil

A hotelaria, em algumas regiões brasileiras como Ilhabela, Serra Gaúcha, Fernando de Noronha e praias da região Nordeste, é um forte setor econômico devido à alta movimentação turística. No Rio de Janeiro, por exemplo, o Copacabana Palace, um sofisticado hotel localizado em frente à famosa praia de Copacabana, é renomado internacionalmente e recebe turistas do mundo todo. Em São Paulo, o Cidade Matarazzo é um símbolo da hotelaria de luxo no Brasil e foi nomeado hotel do ano em 2022. O Rosewood São Paulo, localizado na Avenida Paulista, uma avenida famosa, atrai atenção de quem passa. Reconhecido mundialmente, recebe visitantes internacionais diariamente. A hotelaria dá destaque aos serviços de negócios e aos serviços empresariais para os empresários que para lá viajam. Além dos hotéis cinco estrelas, famosos internacionalmente pelos seus serviços, suítes e restaurantes sofisticados, há pousadas, albergues e pequenos hotéis que cobram diárias reduzidas em qualquer parte do território brasileiro.

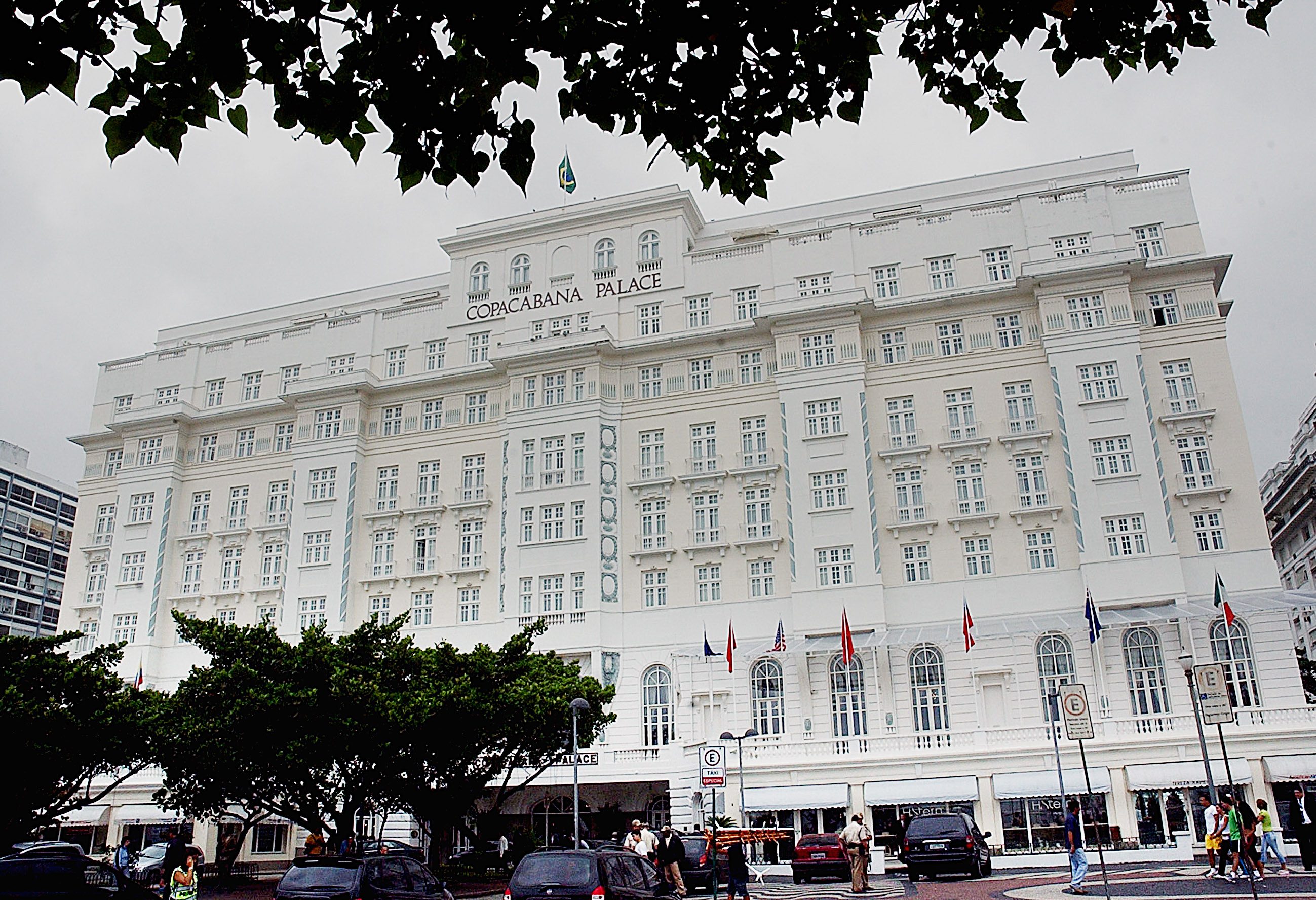
A fachada do Copacabana Palace no Rio de Janeiro

## A hotelaria nos Estados Unidos

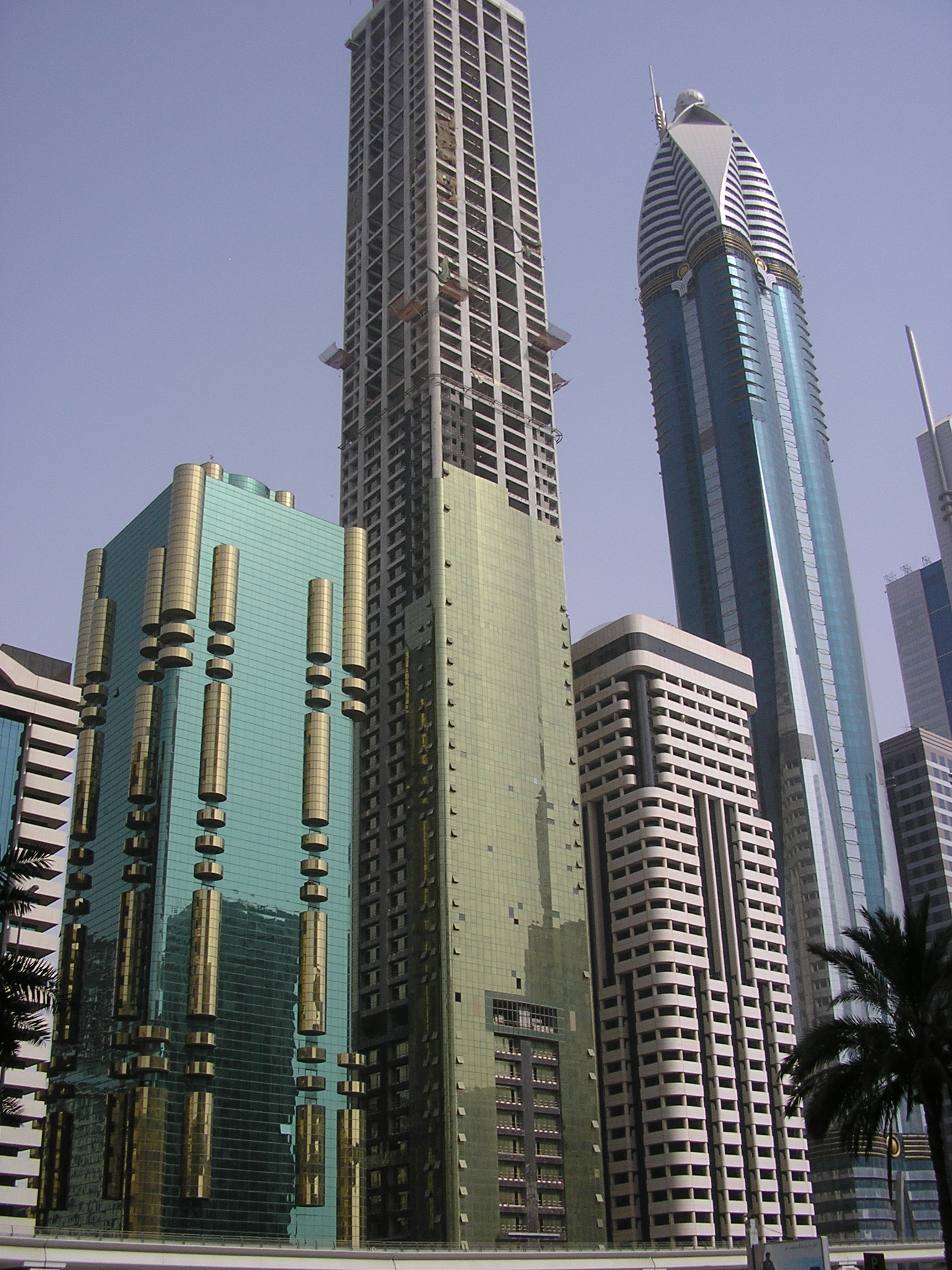
Gevora Hotel, em construção em 2009, em Dubai. É, atualmente, o mais alto do mundo

Nos Estados Unidos, a hotelaria tem grande destaque, devido ao grande fluxo de turistas, empresários, convenções e eventos durante o ano. As regiões que mais se destacam no setor são grandes cidades como Nova Iorque, Los Angeles, Chicago, Houston, Las Vegas, que, além de referências financeiras e polos de negócios, possuem diversas opções turísticas. Já Orlando, Miami, Long Beach e o estado do Havaí, que são regiões administrativas menores, se destacam mais pelo potencial turístico devido às praias, parques como o Magic Kingdom, e diversas formas de entretenimento. Porém, essas regiões não deixam a desejar em sua área financeira.
Devido a esses fatores, os hotéis estadunidenses são bem diversificados: por exemplo, existem hotéis para abrigar grandes eventos de negócios em Nova Iorque, hotéis com diversos tipos de entretenimento como os de Las Vegas, ou até mesmo para abrigar milhares de turistas, como em Orlando.

## Recordes mundiais

### O maior
Em 2006, o Guinness World Records listou o First World Hotel em Genting Highlands, na Malásia, como o maior hotel do mundo, com um total de 6 118 quartos.

### O mais antigo
De acordo com o Guinness Book of World Records, o hotel mais antigo ainda em funcionamento é o Hoshi Ryokan, na área Onsen Awazu de Komatsu, no Japão, inaugurado em 718.

### O mais alto
O Burj Khalifa, em Dubai, nos Emirados Árabes Unidos, é a mais alta estrutura hoteleira do mundo, abrigando hotéis, escritórios e apartamentos. Finalizado em janeiro de 2010, a torre conta com uma altura total de 828 metros e 24 mil painéis de vidro blindado com camadas de prata e titânio para minimizar a incidência de raios ultravioletas e infravermelhos. Os últimos 4 andares da torre são de estrutura metálica, que é mais leve do que concreto. Possui os elevadores mais rápidos do mundo, transportando os usuários a uma velocidade de até 10 metros por segundo (36 quilômetros por hora). Pode ser visto a 95 quilômetros de distância. Apesar disso, o Gevora Hotel é o edifício inteiarmente hoteleiro mais alto do planeta.